# Dominique Dord
Dominique Dord, né le 1er septembre 1959 à Chambéry (Savoie), est un homme politique français.

## Biographie
Dominique Dord est marié et père de quatre filles.

## Activités professionnelles
Après un baccalauréat à Chambéry, Dominique Dord étudie à Lyon III. Il y obtient un DECS et un DESS de droit des affaires et fiscalité, et un diplôme de juriste en conseil d'entreprise et de l'ISA (MBA d'HEC Paris). Il commence sa carrière professionnelle comme juriste d'entreprise et président de France Neige International, et assistant parlementaire de Michel Barnier en 1984.
À partir de 1985, Dominique Dord est directeur de produits pour L'Oréal, directeur de communication à Sciences Com' et Nautilus Production (1988), avant de créer son agence de communication (SARL Dominique Dord Communication). De 1988 à 1991, il travaille auprès du président de la région Rhône-Alpes, Charles Millon. Du 19 janvier 2005 au 12 février 2011, il est le gérant de la société civile immobilière Soc civile DG dont l'activité est la location de terrains et d'autres biens immobiliers. Le 12 février 2011, il cède son mandat de gérant au profit de Claude Giroud, ancien député suppléant de Dominique Dord, ancien maire et notaire d'Albens. À partir du 10 juin 2008, il est le gérant de la société civile Société civile IMDD dont l'activité est la location de terrains et d'autres biens immobiliers.

## Carrière politique
Élu conseiller régional de Rhône-Alpes en 1992, il est tête de liste de la droite lors de l'élection municipale de 1995 à Chambéry, contre Louis Besson, qui le bat à la faveur d'une triangulaire avec le Front national.
Suppléant du député-maire Gratien Ferrari en 1993 dans la première circonscription de la Savoie, il est élu député le 1er juin 1997 par 53,46 % des suffrages au second tour. Membre de Démocratie libérale, Dominique Dord appartient au groupe UDF. Il démissionne du conseil municipal de Chambéry l'année suivante, une fois élu conseiller général dans le canton d'Aix-les-Bains-Centre, où il choisit de s'implanter en 1998. Élu immédiatement vice-président du conseil général de la Savoie, il en démissionne trois ans plus tard à la suite de son élection à la mairie d'Aix-les-Bains, avec 66,62 % des voix, contre l'ancien maire André Grosjean et le candidat socialiste. Lors des débats sur le PACS, le député se signale en déclarant que le Pacs devrait être signé « à la direction des services vétérinaires »,.
Dominique Dord est ensuite réélu député de la Savoie le 16 juin 2002, contre Thierry Repentin. Désormais membre du groupe UMP et disposant d'un micro-parti, Action Savoie Première, il a pour suppléant le premier vice-président du conseil général de la Savoie et maire d'Albens, Claude Giroud. Candidat à sa propre succession aux élections législatives de juin 2007, il est réélu député de la Savoie dès le premier tour, avec 51,39 % des suffrages. En 2008, la liste qu'il conduit au scrutin municipal d'Aix-les-Bains l'emporte dès le premier tour avec 62,27 % des voix, contre celles de Fabrice Maucci (union de la gauche, 28,12 %) et de l'ancien maire Gratien Ferrari (divers droite, 9,61 %).
Le 30 août 2010, Dominique Dord est élu trésorier de l'UMP à l'unanimité par le bureau politique du parti, en remplacement d'Éric Woerth, démissionnaire en raison de l'affaire Woerth-Bettencourt.
Il est un temps candidat à l'élection du président de l'UMP en 2012 avant de renoncer, faute de pouvoir réunir les parrainages nécessaires pour se présenter ; il décide alors de soutenir la candidature de François Fillon. À la suite de l'élection contestée de Jean-François Copé, il démissionne de son poste de trésorier en dénonçant l'utilisation des moyens du parti par ce dernier au cours de sa campagne et adhère au groupe Rassemblement UMP présidé par François Fillon .
En février 2013, dans le cadre de la direction « partagée » entre Jean-François Copé et François Fillon, il devient, comme onze autres personnalités, secrétaire général adjoint de l’UMP, en plus du tenant du poste, Marc-Philippe Daubresse.
Il soutient François Fillon pour la primaire présidentielle des Républicains de 2016 et l'élection présidentielle de 2017,.
En octobre 2018, il démissionne de son poste de maire. Renaud Beretti, son premier adjoint, est élu maire le 17 octobre, lors d'un conseil municipal extraordinaire.

### Mandats et fonctions

#### Anciens mandats locaux
- 23 mars 1992 - 15 mars 1998 : conseiller régional de Rhône-Alpes
- 18 juin 1995 - 1er avril 1998 : conseiller municipal de Chambéry (Savoie)
- 23 mars 1998 - 18 mars 2001 : conseiller général de la Savoie, élu dans le canton d'Aix-les-Bains-Centre ; vice-président du conseil général de la Savoie
- janvier 2007 - mars 2008 : conseiller communautaire de la communauté d'agglomération du Lac du Bourget
- 19 mars 2001 3 octobre 2018: maire d'Aix-les-Bains (Savoie)

#### Mandats locaux actuels
- De mars 2008 à Mars 2020 : président de la Communauté d'agglomération du Lac du Bourget

#### Anciens mandats nationaux
- 12 juin 1997 - 20 juin 2017 : député de la première circonscription de la Savoie

#### Autres fonctions
- depuis le 3 février 2013 : secrétaire général adjoint de l’UMP
- août 2010 - novembre 2012 : trésorier de l'UMP
- 6 mai 2002 - 31 mai 2005 : conseiller du Premier ministre Jean-Pierre Raffarin

## Décorations
- Chevalier de la Légion d'honneur (décret du 31 décembre 2019)[18],[19]

## Pour approfondir